# Pachydiplax longipennis
Pachydiplax longipennis ist die einzige Art der Libellen-Gattung Pachydiplax der Unterfamilie der Sympetrinae. Sie bewohnt große Teile Nordamerikas. In ihrer nordamerikanischen Heimat wird Pachydiplax longipennis Blue Dasher genannt.

## Merkmale

### Bau der Imago

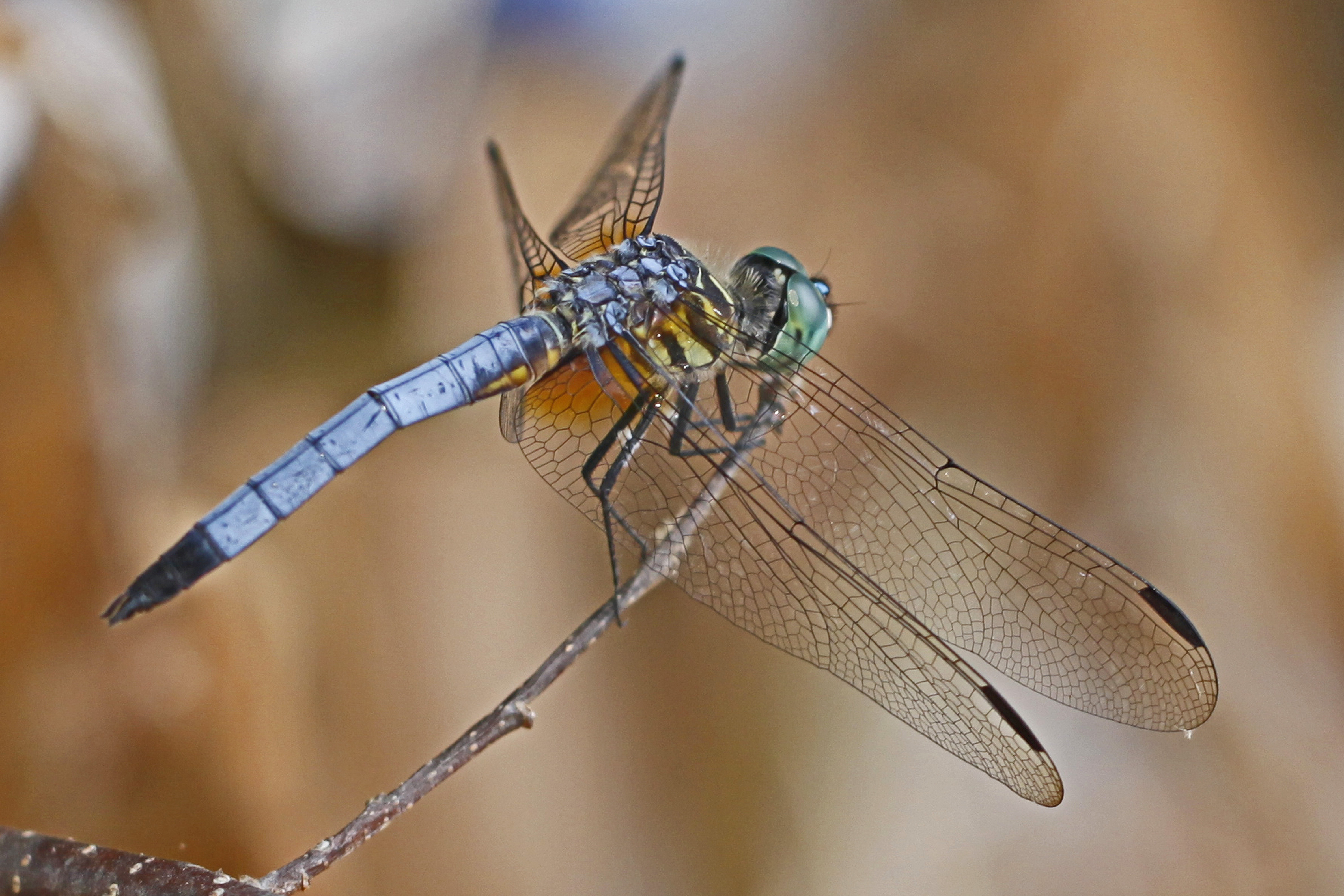
Männchen von der Seite

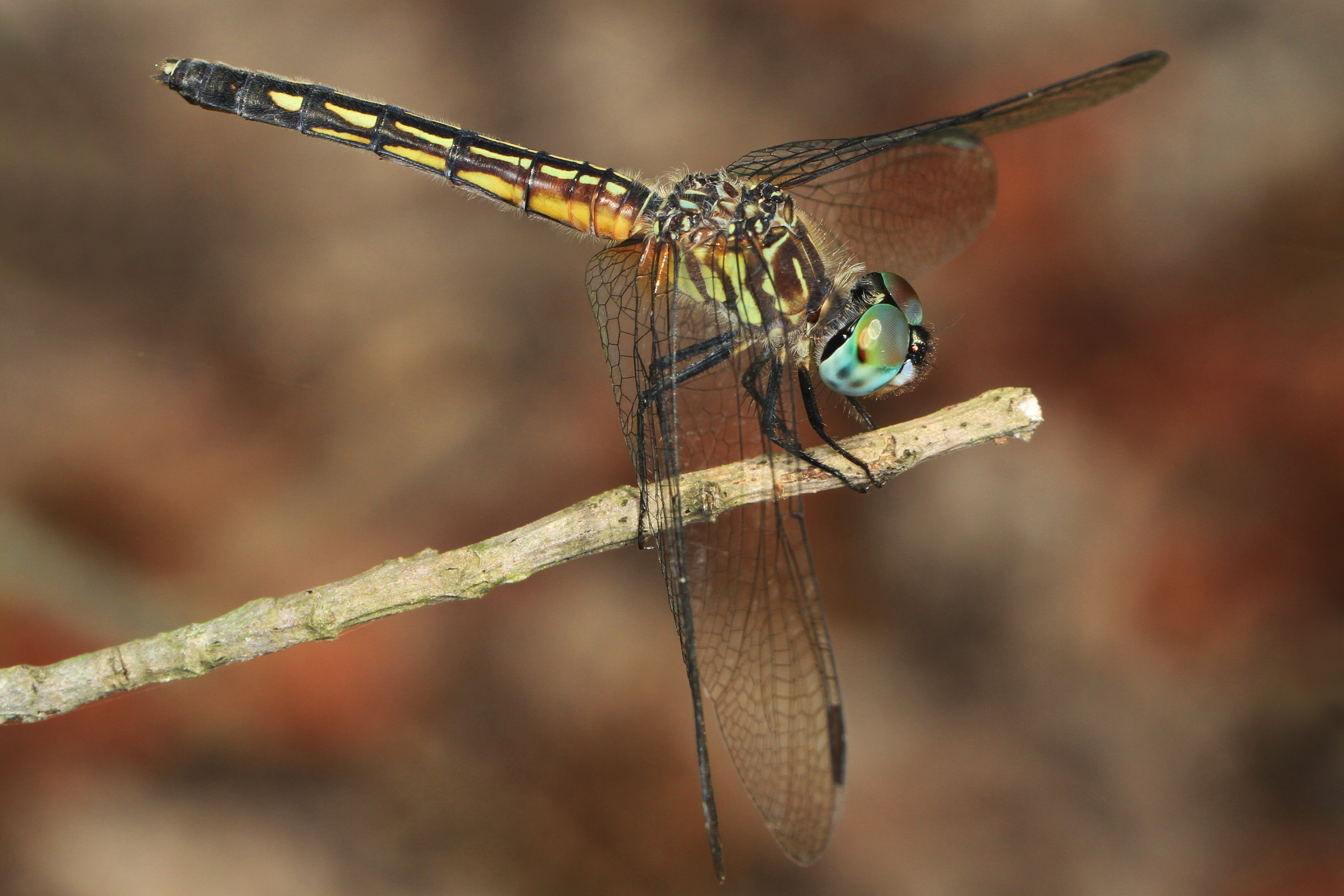
Weibchen von der Seite

Die Imago erreicht eine Länge von 28 bis 45 Millimetern. Die erhebliche Variabilität geht vor allem auf den Bau des Hinterleibs zurück, der bei den Männchen mit 28 bis 35 Millimeter erheblich länger ist als bei den Weibchen der Art mit 23 bis 25 Millimeter Länge. Die Variabilität in der Körpergröße ist erheblich, größer als bei jeder anderen nordamerikanischen Art. Die Tiere der Frühjahrsgeneration sind in der Tendenz größer als diejenigen der Herbstgeneration, vor allem im Osten des Kontinents. Obwohl der lateinische Name der Art es andeutet (von lateinisch longus, lang und penna, Feder, Flügel), sind die Flügel im Verhältnis zur Körpergröße nicht auffallend lang, vermutlich geht der Name darauf zurück, dass die Flügel beim Weibchen wegen des kurzen Hinterleibs länger wirken.
Bei Pachydiplax longipennis ist das Gesicht weiß, die Oberseite (obere Frons und Vertex) ist metallisch blau, selten braun gefärbt. Die Komplexaugen sind bei reifen Männchen leuchtend grün, bei Weibchen und Immaturen rotbraun (bei älteren Weibchen oft ebenfalls grün). Am Rumpf ist der Prothorax braun mit hellem Hinterrand, der daran anschließende Synthorax (verschmolzener Abschnitt aus Meso- und Metathorax) ist auf der Oberseite braun mit dünnen hellen Linien, die Seiten sind hell (gelbgrünlich bis olivgrün) mit drei diagonalen braunen Streifen etwa gleicher Breite entlang der drei Nähte (Suturen). Die Beine sind einfarbig schwarz. Der Hinterleib (Abdomen) ist in der Grundfarbe schwarz mit gelben (selten auch grünen) Längsstreifen, wobei die Segmente acht und neun ganz schwarz bleiben. Bei reifen Männchen, gelegentlich auch bei älteren Weibchen, ist die Färbung des Hinterleibs durch einen wachsartigen Überzug stumpf hellblau gefärbt, wobei die Hinterleibsspitze (ab Segment acht) schwarz bleibt. Auch der Thorax kann durch denselben Überzug in unterschiedlichem Umfang hellblau gefärbt sein, insbesondere bei Tieren aus wüstenartigen Lebensräumen von Texas bis Süd-Kalifornien.
Die Flügel sind bei vielen Weibchen und jungen Tieren glasklar hyalin ohne Zeichnung. Bei den meisten Individuen befinden sich im Bereich der Flügelbasis beider Flügelpaare zwei kurze dunkle Längsstreifen, meist im Hinterflügel deutlicher. Der Bereich um die Streifen und der angrenzende Flügel tragen bei vielen Individuen eine gelbe bis hellbraune Tönung, oft bis zum Knoten (Nodus) in der Flügelmitte. Besonders charakteristisch (Gattungsmerkmal) ist eine Besonderheit im Flügelgeäder: In der zweiten Zellenreihe befindet sich unter dem Flügelmal (Pterostigma) nur eine Querader ganz im distalen Abschnitt, dadurch ergibt sich zwischen dieser und den vier proximalen postnodalen Queradern ein sehr breites Feld ganz ohne Queradern, also eine auffallend langgestreckte Flügelzelle hinter dem Pterostigma.

### Bau der Larve
Die Larve erreicht im letzten Stadium eine Körperlänge von 15,4 bis 19,7 Millimeter (es wurden Einzelexemplare bis 21 mm gemessen). Sie ist für eine Segellibellenlarve recht langgestreckt, wobei der breite Hinterleib hinten recht abrupt verschmälert ist. Auf dem Körper sitzen wenige auffallend lange Haaren (Setae), mit Ausnahme der Beine. Auf dem Hinterleib sind keine dorsalen Dornen ausgeprägt, aber der Seitenrand des achten und neunten Hinterleibssegments trägt hinten (posterolateral) je einen Dorn, derjenige am neunten Segment etwa doppelt so lang wie am achten. Die langen Dornen am neunten Segment erreichen nach hinten beinahe die Spitze der Analpyramide. Die Larven sind im Regelfall kontrastreich hell und braun gemustert, seltener nahezu schwarz. Die Larven sind sehr ähnlich zu denjenigen der nahe verwandten Gattung Micrathyria. Als Unterschied tragen die Pachydiplax-Larven auf der Unterseite der Hinterleibssegmente zwei bis sieben nahe der Mitte je ein Paar recht unauffällige dunkle Flecken.

## Lebensweise

### Fortpflanzung und Entwicklung
Die Libellen ruhen meist in Vegetation jeder Höhe, oft in Baumkronen, meist in vertikaler Position mit hängenden Flügeln, meist in direktem Sonnenlicht. Individuelle Libellen verteidigen kleine Nahrungsterritorien abseits der Gewässer gegenüber anderen Libellen beider Geschlechter. Von hier unternehmen sie kurze Jagdflüge direkt auf vorbeifliegende Beute, meist relativ kleine Fluginsekten. In Gewässernähe reagieren die Männchen aggressiv auf andere Männchen, auch Libellenmännchen anderer Arten werden attackiert, wenn sie blau gefärbt sind. Wird ein Weibchen entdeckt, posieren sie gelegentlich vor diesem mit langsam schaukelnden Bewegungen. Die im Flug, seltener sitzend stattfindende Paarung dauert, je nach Quellenangabe, zwischen 10 und 40 Sekunden oder 1,5 bis 2 Minuten. Danach fliegt das Weibchen alleine zur Eiablage, wobei es vom Männchen aus der Distanz bewacht wird. Die 300 bis 700 Eier werden durch Eintippen der Abdomenspitze ins Wasser an Plätzen mit starker Vegetation abgelegt, dies dauert nur circa 35 Sekunden, meist am späten Nachmittag, wenn sich weniger Männchen am Gewässer aufhalten.
Die Art zeichnet sich durch eine sehr rasche Jugendentwicklung aus, Larven können sich in warmem Wasser binnen zwei Monaten zu Imagines entwickeln. Es kommen daher meist mehrere Generationen pro Jahr zur Entwicklung.

### Lebensraum
Pachydiplax longipennis ist in großen Teilen Nordamerikas eine sehr häufige Libellenart, die etwa in Texas nahezu an jedem Teich angetroffen werden kann. Die Larven kommen in nahezu allen Arten stehender bis hin zu langsam fließenden Gewässern vor, solange Wasserpflanzen oder aquatisches Röhricht vorhanden sind, sie meidet völlig unbewachsene Gewässer. Sie kommen auch in schwimmenden Teppichen von Wasserpflanzen, etwa Wasserhyazinthen, abseits des Gewässergrunds vor. Besiedelt werden Teiche, Tümpel, Seeufer, Entwässerungsgräben, langsam fließende, krautreiche Fließgewässer, auch in Wäldern, solange sie etwas Sonnenlicht erhalten, hier aber seltener. Die Art bevorzugt niedrig gelegene Gebiete wie Küstenebenen, kann aber bis in mehr als 1400 Meter Meereshöhe noch vorkommen.

### Ernährung
Wie alle Libellen und Libellenlarven lebt auch Pachydiplax longipennis räuberisch. Individuen sollen täglich Beuteorganismen erbeuten können, die zusammen bis zu 10 Prozent ihrer Körpermasse ausmachen können (Körpermasse der Libelle 0,1 bis 0,25 Gramm). Die Art attackiert von ihrem Ruheplatz aus vorbeifliegende Beuteinsekten, die sie optisch ortet. Besonders gern werden Schwärme, etwa vom Wind verdriftete Mückenschwärme, attackiert. Mücken waren bei einer Detailuntersuchung die Lieblingsbeute der Libellen. Dementsprechend ist die individuelle Masse der Beuteorganismen meist gering, etwas kleiner als 0,1 Milligramm, mit nur 3 Prozent der Fänge größer als 0,5 Milligramm. Drei Viertel der beobachteten Fangflüge waren erfolgreich.

### Verbreitung und Flugzeit
Die Art besiedelt große Teile Nordamerikas vom Süden Kanadas bis ins Hochland von Mexiko, selten im tropischen Tiefland in Belize, Kuba, den Bahamas und Bermudas. Die Art fehlt in einem Gebiet östlich der Rocky Mountains vom Westen Nebraskas an, sie ist im Westen des Kontinents generell seltener als im Osten. In Kanada erreicht sie im Osten den Süden von New Brunswick und Ontario, im Westen den Süden von British Columbia.
Die Flugzeit dauert in Texas das ganze Jahr über. Nach Norden hin wird sie kürzer, in Ontario von Mai bis Oktober, in British Columbia von Mai bis August. In Kalifornien wird eine Flugzeit von Februar bis November angegeben.
In Europa wurde die Art nie beobachtet, einfliegende Tiere sind nicht dokumentiert. Die zum europäischen Festland nächste Sichtung war ein Exemplar im September 1999 auf der Ölplattform Sedco 706 vor den Shetlandinseln. Es ist aber ungewiss, ob das Tier die Plattform aus eigener Kraft erreichte oder, etwa mit einem Hubschrauberflug, vom Menschen eingeschleppt wurde.

## Gefährdung

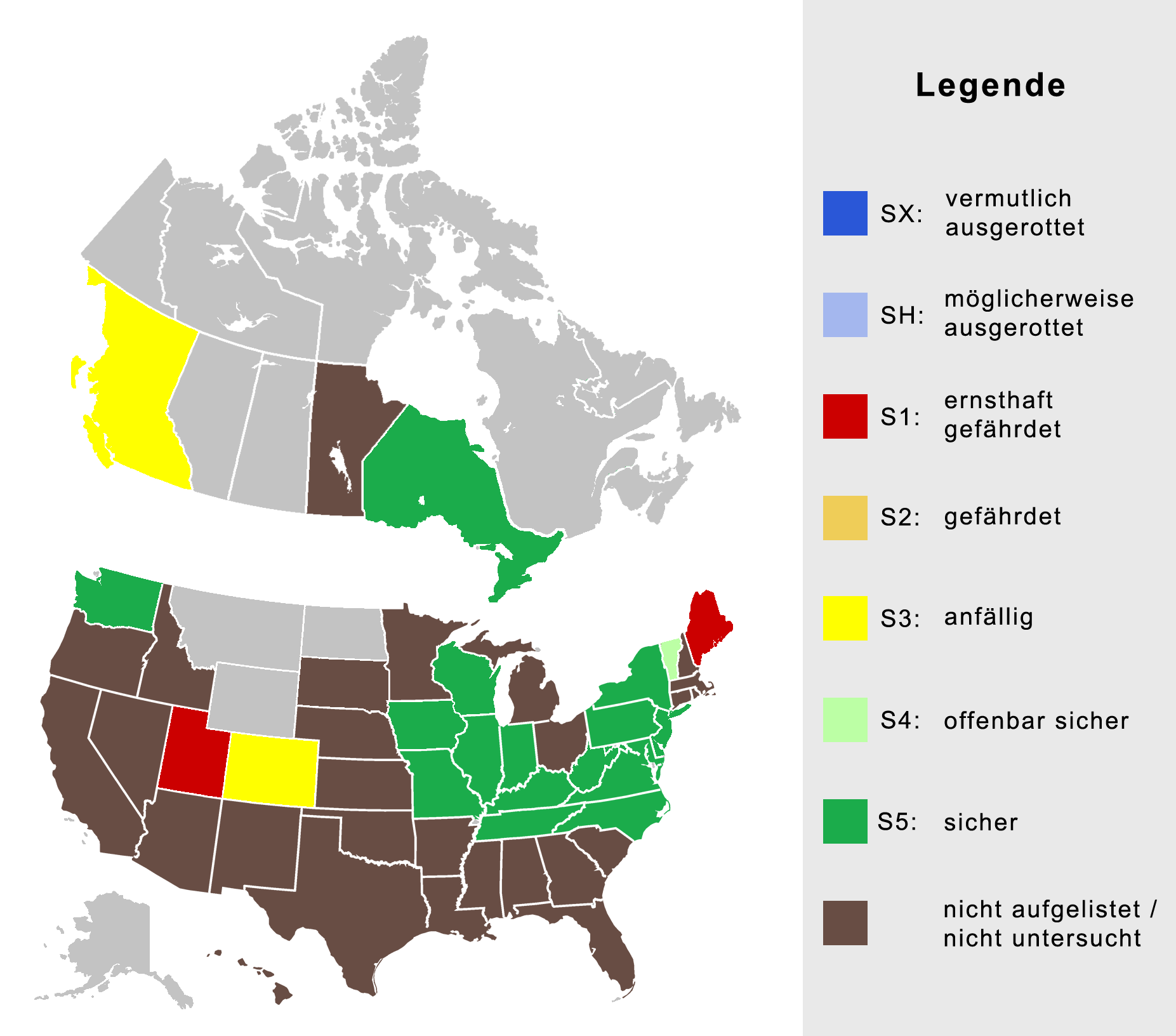
Schutzstatus von Pachydiplax longipennis in den Bundesstaaten der USA und Kanadas

Pachydiplax longipennis hat weltweit den Gefährdungsstatus G5, womit sie als in hohen Zahlen vorkommende, sehr weit verbreitete und ungefährdete Art eingestuft wird. In den USA hat sie den national äquivalenten Gefährdungsstatus N5. In Kanada hingegen ist sie mit N4 niedriger eingestuft. Dies bedeutet, dass der Bestand zwar momentan als gut eingeschätzt wird und die Art als ungefährdet gilt, aber auf lange Sicht Bedenken bestehen. Auch auf der Ebene vieler Bundesstaaten in den USA und Kanada wurde ein Gefährdungsstatus vergeben. Diese sind in der Graphik rechts dargestellt.

## Taxonomie und Systematik
Die Art wurde 1839 unter dem Namen Libellula longipennis durch Burmeister anhand eines Weibchens aus Mexiko erstbeschrieben. Der Holotyp befindet sich in der Naturwissenschaftlichen Sammlung Halle. Eine Synonym ist der drei Jahre darauf durch Rambur vergebene Name Libellula socia.
Sie wurde 1868 durch Friedrich Moritz Brauer in die von ihm neu beschriebene Gattung Pachydiplax transferiert, deren Typusart (durch Monotypie) sie ist. Die Art ist einzige Art der Gattung Pachydiplax.
Pachydiplax wird innerhalb der Segellibellen der Unterfamilie Sympetrinae zugeordnet. Diese erwies sich in ihrer traditionellen Umschreibung nach einer phylogenomischen Arbeit 2007 als nicht monophyletisch. Als Schwestergruppe der Art wurde die Gattung Micrathyria (bis dahin den Brachydiplactinae zugeordnet) ermittelt. Nach einer neuen Analyse 2015 wurden die Sympetrinae in neuer Umschreibung neu eingerichtet, es wurde außerdem, mit der Art als Typus, eine neue Tribus Pachydiplactini aufgestellt. Neben Micrathyria Kirby, 1889 wurde ihr auch die Gattung Anatya Kirby, 1889 zugeordnet.